# Jean Céard
Pour les articles homonymes, voir Céard.
Jean Céard, né le 17 mai 1936 à Chaumont (Haute-Marne) et mort le 1er janvier 2025 à Paris, est un universitaire français spécialiste de la Renaissance.

## Biographie
Né en 1936, Jean Céard est attiré par les lettres classiques dès le lycée, à Chaumont, où il intègre une section de « Jeunes Budé », dont il est vice-président, pendant sa classe de première en 1952. Il passe avec succès, en 1957, le concours de l'École normale supérieure dans la section des lettres et y prépare une licence et une maîtrise de la Sorbonne en 1958 et 1959. Arrivé troisième au concours de l'agrégation des lettres en 1960, il effectue à la sortie de l'école son service militaire en Algérie, d'octobre 1961 à février 1963.
À son retour, il devient professeur au lycée Pothier à Orléans, puis assistant de littérature française à la faculté des lettres de Tours de 1966 à 1969, maitre-assistant à la faculté des lettres et des sciences humaines d'Orléans jusqu'en septembre 1971. Pendant cette période, il prépare un doctorat de troisième cycle à l'université de Paris, sur Ambroise Paré, qu'il soutient en 1970 et qui donne lieu à la publication, chez Droz en 1971, de son édition critique de l'ouvrage Des monstres et prodiges,.
Il soutient en 1975, à l'université Paris-Sorbonne, sa thèse de doctorat d'État en lettres, préparée sous la direction de Verdun-Léon Saulnier, intitulée Monstres et prodiges au XVIe siècle : contribution à l'histoire de l'idée de nature à la Renaissance, qui sera publiée en 1977 chez Droz sous le titre La Nature et les prodiges : l'insolite au XVIe siècle en France.
Maître de conférences fin 1975 à l'université Paris XII, il devient en 1976 professeur sans chaire, puis professeur de première classe dans la même université en octobre 1979 puis à l'université de Nanterre qu'il rejoint en 1993, où il est désormais professeur émérite. Il est depuis le 7 décembre 2012 membre correspondant de l'Académie internationale d'histoire des sciences.
Jean Céard publié tout au long de sa carrière des éditions critiques de textes de la Renaissance, en contribuant notamment à l'édition, dans la Bibliothèque de la Pléiade, des œuvres de Ronsard, et aux Œuvres complètes de Pontus de Tyard (Classiques Garnier). Pour le quadricentenaire de la mort d'Ambroise Paré, il publie une édition critique de Des animaux et de l'excellence de l'homme aux éditions InterUniversitaires. Il édite aussi des œuvres de Pierre Boaistuau, Guy Le Fèvre de La Boderie et Pierre de Lancre chez Droz. Il est lauréat en 2019 du Grand prix de la critique de l'Académie française pour l'ensemble de ses travaux critiques.
Il contribue en outre à des éditions destinées à un public plus large, au format de poche, des Essais de Montaigne,, et des romans de Rabelais au Livre de Poche. Son anthologie de poésie française de la Renaissance avec Louis-Georges Tin sort en 2005 aux éditions Gallimard. Il publie aussi des traductions du latin, du livre V du Formicarius de Jean Nider aux éditions Jérôme Millon en 2005 et de Des causes cachées des choses de Jean Fernel aux éditions des Belles Lettres en 2021.

## Œuvres

### Essais
- La nature et les prodiges : l'insolite au XVIe siècle en France, Genève, Droz, coll. « Travaux d'humanisme et Renaissance », 1977 (ISBN 978-2600005029, BNF 34587020), 2e édition revue et augmentée chez le même éditeur en 1996.
- Aux origines de certains thèmes leibniziens, vol. 2 : Rébus de Picardie : les manuscrits f. fr. 5658 et 1600 de la Bibliothèque nationale, Paris, Maisonneuve et Larose, 1986 (ISBN 2-7068-0936-1, BNF 37700613)
- L'univers obscur du corps : représentation et gouvernement des corps à la Renaissance, Paris, Les Belles lettres, 2021 (ISBN 978-2-251-45168-8, BNF 46744481)

### Éditions critiques
- Ambroise Paré, Des monstres et prodiges : édition critique et commentée par Jean Céard, Genève, Droz, coll. « Travaux d'humanisme et Renaissance », 1971 (BNF 36206377)
- Pierre de Ronsard, Œuvres complètes. XI, Second livre des meslanges. 1559. Les Œuvres. 1560 : édition critique, avec introduction et commentaires par Paul Laumonier ; revue et augmentée par Jean Céard, Paris, STFM, 1992 (ISBN 2-86503-016-4, BNF 35492436)
- Pierre de Ronsard, Œuvres complètes. 1 : édition critique, établie, présentée et annotée par Jean Céard, Daniel Ménager et Michel Simonin, Paris, Gallimard, coll. « Bibliothèque de la Pléiade » (no 45), 1993 (ISBN 2-07-011279-9, BNF 35602665)
- Pierre de Ronsard, Œuvres complètes. 2 : édition critique, établie, présentée et annotée par Jean Céard, Daniel Ménager et Michel Simonin, Paris, Gallimard, coll. « Bibliothèque de la Pléiade » (no 46), 1994 (ISBN 2-07-011337-X, BNF 35724334)
- François Rabelais, Les cinq livres : édition critique de Jean Céard, Gérard Defaux et Michel Simonin, Paris, Librairie générale française, coll. « Le livre de poche. La pochothèque. Classiques modernes », 1994 (ISBN 2-253-13223-3, BNF 35729753)
- François Rabelais, Le tiers livre : édition critique sur le texte publié en 1552 à Paris par Michel Fezandat, Paris, Librairie générale française, coll. « Le livre de poche » (no 711), 1994 (ISBN 2-253-90711-1, BNF 35778653)
- Ambroise Paré, Des animaux et de l'excellence de l'homme : texte établi et annoté par Jean Céard, Mont-de-Marsan, Éditions InterUniversitaires, 2000 (ISBN 2-87817-009-1)
- Michel de Montaigne, Essais : édition réalisée par Denis Bjaï, Bénédicte Boudou, Jean Céard et Isabelle Pantin ; sous la direction de Jean Céard, Paris, Librairie générale française, coll. « Le livre de poche. La pochothèque. Classiques modernes », 2001 (ISBN 2-253-13260-8, BNF 37643350)
- Jean Nider, Les sorciers et leurs tromperies : « La fourmilière », livre V : texte établi et traduit par Jean Céard ; annoté par Jean Céard ; avec la collaboration de Sophie Houdard, de Maxime Préaud et de Daniel Teysseire ; introduction par Sophie Houdard et Nicole Jacques-Lefèvre ; textes et travaux d'histoire de la sorcellerie sous la direction de Nicole Jacques-Lefèvre et de Maxime Préaud, Grenoble, J. Millon, coll. « Atopia », 2005 (ISBN 2-84137-183-2, BNF 40066686)
- Pierre Boaistuau, Histoires prodigieuses (édition de 1561) : Introduction par Stephen Bamforth ; texte établi par Stephen Bamforth et annoté par Jean Céard, Genève, Droz, 2010 (ISBN 978-2-600-01395-6, BNF 42284744)
- Pontus de Tyard, Le premier curieux ou Premier discours de la nature du monde et de ses parties : sous la direction d'Eva Kushner ; texte établi, introduit et annoté par Jean Céard, Paris, Classiques Garnier, coll. « Textes de la Renaissance », 2010 (ISBN 978-2-8124-0166-4, BNF 42337931)
- Pontus de Tyard, Mantice ou Discours de la vérité de divination par astrologie : sous la direction d'Eva Kushner ; texte établi, introduit et annoté par Jean Céard, Paris, Classiques Garnier, coll. « Textes de la Renaissance » (no 191), 2014 (ISBN 978-2-8124-2569-1, BNF 43799960)
- Guy Le Fèvre de La Boderie, Hymnes ecclésiastiques, 1578 : édition critique ; introduction par Jean Céard et Franco Giacone ; texte établi et annoté par Jean Céard ; appendices par Franco Giacone, Genève, Droz, coll. « Textes littéraires français », 2014 (ISBN 9782600017015, BNF 43894731)
- Ambroise Paré, Les Œuvres : Édition critique par Evelyne Berriot-Salvadore, Jean Céard et Guylaine Pineau ; sous la direction d'Evelyne Berriot-Salvadore, Paris, Classiques Garnier, coll. « Textes de la Renaissance » (no 220-223), 2014 (ISBN 978-2-406-09194-3, BNF 45835326)
- Paul Broca, L'empire des tropiques : 1855 : fiction médicale inédite présentée, éditée et annotée par Jacqueline Lalouette et Jean Céard, Grenoble, Jérôme Millon, 2020 (ISBN 978-2-84137-388-8, BNF 46690586)
- Jean Fernel, Des causes cachées des choses : édition critique et traduction par Jean Céard, Paris, Les Belles Lettres, coll. « Les classiques de l'humanisme » (no 56), 2021 (ISBN 978-2-251-45170-1, BNF 46742975)
- Pierre de Lancre, Tableau de l'inconstance des mauvais anges et démons : édition de 1613 établie et annotée par Jean Céard, Genève, Droz, coll. « Travaux d'Humanisme et Renaissance » (no 632), 2022 (ISBN 978-2-600-06337-1, BNF 47064403)
- Pontus de Tyard, La droite imposition des noms : édition critique par Eva Kushner, Jean-Claude Margolin, Sophie Kessler-Mesguichet et Colette Nativel ; traduction et édition critique par Jean Céard, Paris, Classiques Garnier, coll. « Textes de la Renaissance » (no 107), 2022 (ISBN 978-2-406-13008-6, BNF 47019231)

### Direction d'ouvrages collectifs
- Jean Céard (dir.), La folie et le corps, Paris, Presses de l'École normale supérieure, 1985 (ISBN 2-7288-0110-X, BNF 34864360)
- Jean Céard (dir.) et Jean-Claude Margolin (dir.), Rabelais et son demi-millénaire : actes du colloque international de Tours, 24-29 septembre 1984, Genève, Droz, coll. « Travaux d'Humanisme et Renaissance » (no 225), 1988 (BNF 34948599)
- Jean Céard (dir.), Langage et vérité : études offertes à Jean-Claude Margolin, Genève, Droz, coll. « Travaux d'Humanisme et Renaissance » (no 272), 1993 (BNF 35582400)
- Yvonne Bellenger (dir.), Jean Céard (dir.) et Marie-Claire Thomine-Bichard (dir.), La poésie de la Pléiade : héritages, influences, transmissions : mélanges offerts au professeur Isamu Takata par ses collègues et ses amis, Paris, Classiques Garnier, coll. « Rencontres » (no 1), 2009 (ISBN 978-2-8124-0044-5, BNF 42019138)
- Jean Céard (dir.), Marie-Luce Demonet (dir.) et Stéphan Geonget (coll.), Rabelais et la question du sens : Actes du colloque de Cerisy-La-Salle, « Rabelais : la question du sens », du 1er août au 11 août 2000, Genève, Droz, coll. « Travaux d'Humanisme et Renaissance » (no 474), 2011 (ISBN 978-2-600-01415-1, BNF 42497107)

### Anthologie
- Jean Céard et Louis-Georges Tin, Anthologie de la poésie française du XVIe siècle, Paris, Gallimard, coll. « Poésie » (no 393), 2005 (ISBN 2-07-042560-6, BNF 39917139)